# سیارک ۱۰۳۶۸
سیارک ۱۰۳۶۸ (به انگلیسی: 10368 Kozuki، نامگذاری:1995CM1) ده هزار و سیصد و شصت و هشتمین سیارک کشف شده‌است که در ۷ فوریه ۱۹۹۵ کشف شد.
قدر مطلق سیارک برابر ۲۱٫۴ است.